# Maquette (architecture)

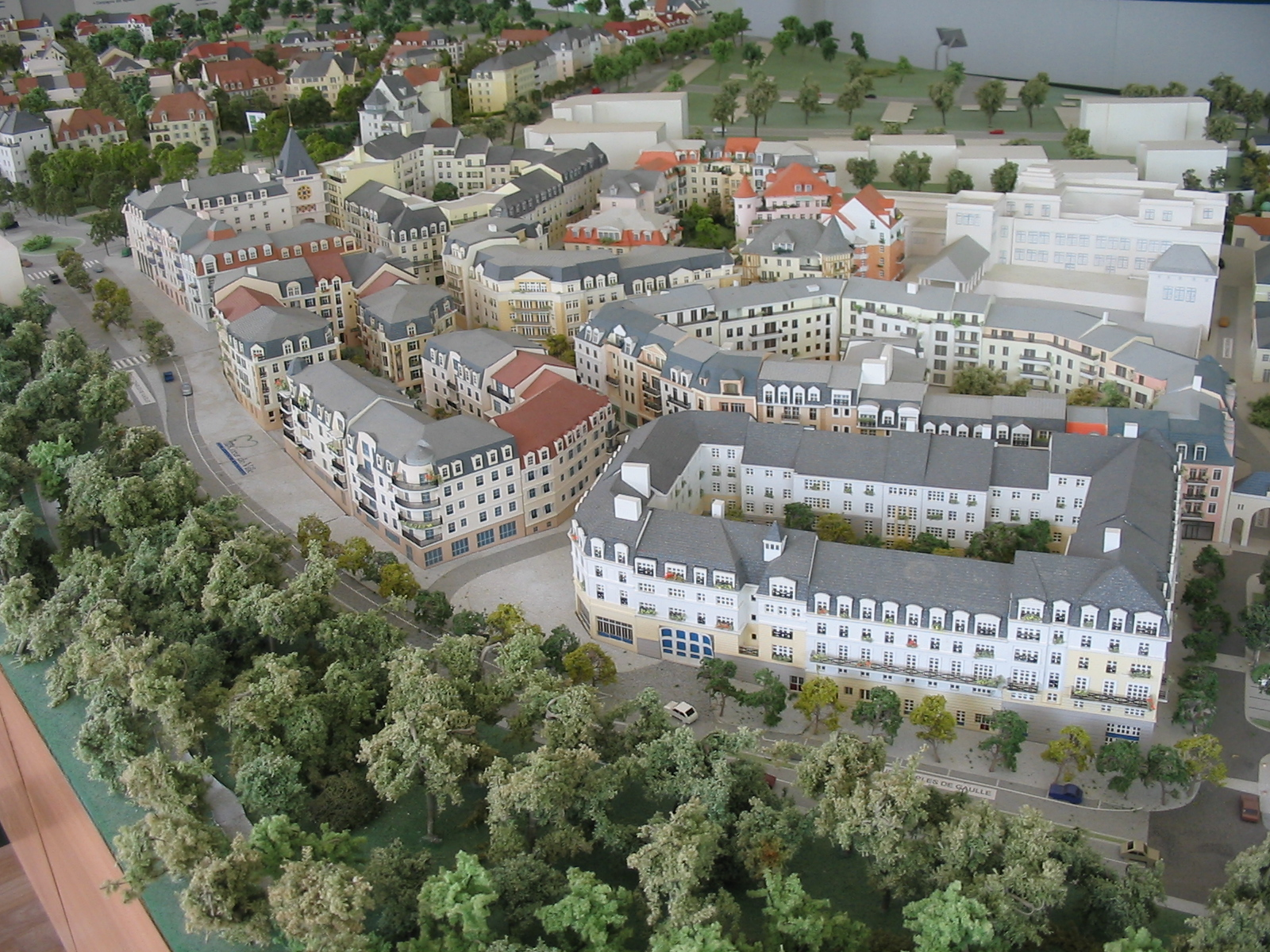
Maquette d'urbanisme
pour Le Plessis-Robinson.

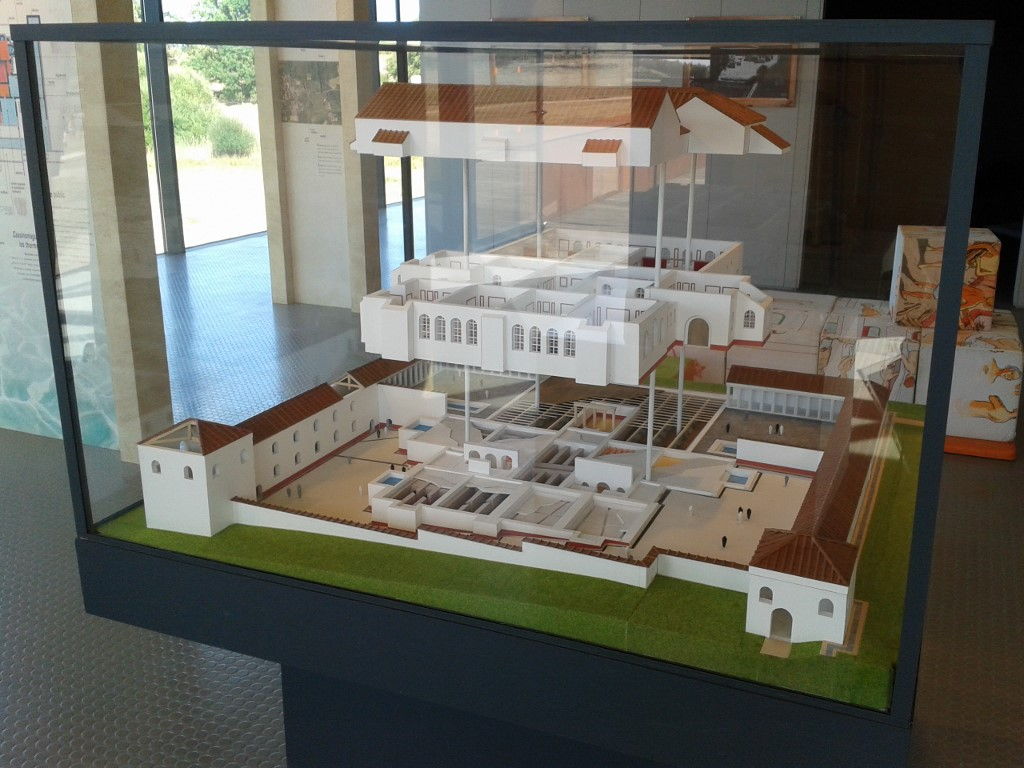
Maquette en coupe des thermes de Chassenon à Cassinomagus (Charente)

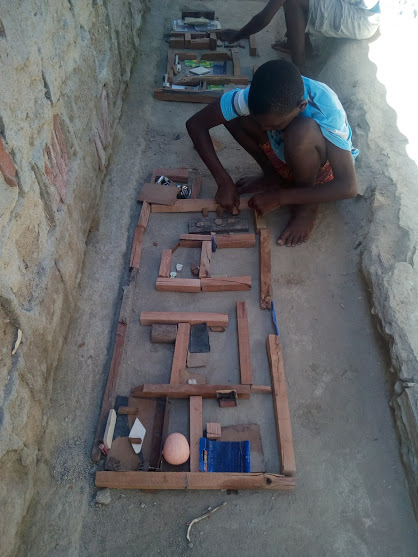
Enfant angolais construisant une maquette avec du bois de récupération.

En architecture, une maquette est une représentation physique ou virtuelle réduite d'une structure construite dans le but d'étudier des aspects particuliers d'une conception architecturale ou de présenter un projet.
Le type de maquette et la taille varient en fonction de l'objectif poursuivi.
Les maquettes peuvent être en bois, en plâtre, en argile, en papier, en carton, voir en métal ou en plexiglas. Elles peuvent être élaborées pour visualiser un projet d'architecture, mais parfois aussi comme objets touristiques destinés au commerce de souvenirs, comme par exemple les modèles de chalets suisses.
Elles ont une très longue histoire, puisque l'on connaît une maquette en bois pour le dôme la Cathédrale Santa Maria del Fiore à Florence, par Filippo Brunelleschi, vers 1418 déjà.
L'usage de maquettes s'est développé au XVIIIe siècle, notamment pour les ponts, ou pour les édifices importants, comme la Cathédrale Saint-Ours et Saint-Victor à Soleure (1763-1764), pour des constructions idéales, voire pour des villes entières.